# Bernardino Guerra Cofré
Bernardino Segundo Guerra Cofré (Arica, 21 de marzo de 1916-Santiago, 21 de diciembre de 1975) fue un ingeniero comercial y político chileno. 

## Estudios
Realizó sus estudios en el Instituto Comercial de Arica. Posteriormente efectuó varios cursos por correspondencia con la Universidad de Chile, logrando el título de Ingeniero Comercial en 1941.

## Labor sindical
Inició sus actividades laborales como empleado de Ferrocarriles del Estado (1936-1957) y luego en Ferrocarriles de Arica a La Paz (1957-1963). Asumió en esta profesión la dirgencia sindical de obreros y empleados ferroviarios. Alcanzó la presidencia de la Asociación de Empleados Ferroviarios y en 1968 fue Secretario de Conflictos de la CUT de Arica.

## Labor política
Integró pronto el Partido Liberal, llegando a ser presidente del mismo en Barros Arana. En 1956 fue Regidor de Arica. Los liberales del norte lo llevaron como candidato a Diputado por Arica, Iquique y Pisagua, resultando electo para el período (1957-1961), integrando las Comisiones permanentes de Minería e Industria, Economía y Comercio, Hacienda y Obras Públicas, Gobierno Interior, Colonización, Agricultura, Trabajo y Seguridad Social, y Defensa Nacional.
Fue partícipe de la Comisión Especial de Teléfonos en 1959 y del Salitre en 1961. Además fue miembro de la Comisión Investigadora de los sucesos ocurridos en la Maestranza de Ferrocarriles del Estado en San Bernardo (1958).
En 1961 fue reelecto Diputado para el período 1961-1965, integrando ahora las Comisiones de Economía, Comercio, Vías y Obras Públicas, Vivienda, Minería e Industrias. En su calidad de Diputado, viajó a Paraguay en una delegación presidida por el senador Edgardo Barrueto Reeves.
Alejado del Congreso en el período 1965-1969, aprovechó para desarrollar actividades sociales, siendo vicepresidente de la Asociación de Fútbol de Arica y presidente honorario de varias instituciones mutualistas y deportivas de Iquique.
Participó de la fundación del Partido Nacional (1966), que se formó con la mezcla de liberales y conservadores; y fue llevado por los nacionales a la Cámara de Diputados por la misma agrupación departamental en el período 1969-1973, siendo parte de las Comisiones de Economía, Comercio, Vivienda y Urbanismo.

## Quiebre de la democracia
Reelecto Diputado para el período 1973-1977. Alcanzó a integrar, por breve tiempo, la Comisión de Trabajo y Seguridad Social. Al igual que el resto de los parlamentarios, no pudo completar este período a raíz de los sucesos del Golpe de Estado del 11 de septiembre de 1973, y el consecuente D.L. 27 del 21 de septiembre de 1973 que clausuraba las funciones del Congreso Nacional.